# Den makalösa manicken
"Den makalösa manicken" är en svensk sång av Michael B. Tretow som handlar om en Rube Goldberg-aktig evighetsmaskin. Låten utkom på skiva 1985, och blev en så kallad "landsplåga" i Sveriges Radio 1986, samma år den även släpptes på singel.
Melodin låg på Svensktoppen i tolv veckor under perioden 20 april-7 september 1986, med andraplats som bästa resultat där.

## Listplaceringar
| Lista (1986) | Topplacering |
| ------------ | ------------ |
| Norge        | 6            |
| Sverige      | 2            |